# Louis Leterrier
Pour les articles homonymes, voir Leterrier.
Louis Leterrier, né le 17 juin 1973 à Paris, est un réalisateur et producteur français.
Il est principalement connu pour ses blockbusters français (Le Transporteur, Danny the Dog, Le Transporteur 2) et américains (L'Incroyable Hulk, Le Choc des Titans, Insaisissables, Fast and Furious 10). Il est l'un des rares réalisateurs français, avec Luc Besson et Thomas Langmann, à avoir dirigé des productions au-delà d'un budget de 100 millions de dollars.

## Biographie

### Jeunesse et débuts
Né d'un père réalisateur, François Leterrier, et d'une mère costumière, Catherine Leterrier (sœur de l'ancien premier ministre Laurent Fabius), Louis Leterrier est d'abord batteur d'un groupe de musique avant de se lancer dans la direction de courts métrages. À l'âge de dix-huit ans, après quelques stages en publicité, il part suivre des études de cinéma à la Tisch School of the Arts de l'Université de New York.
En 1997, il assiste Jean-Pierre Jeunet sur le tournage de Alien, la résurrection aux États-Unis. Il travaille également sur des films comme Last Action Hero de John McTiernan, avec Arnold Schwarzenegger, et L'Impasse de Brian De Palma, avec Al Pacino.

### Percée commerciale en France (années 2000)
De retour en France, il travaille avec Luc Besson à la réalisation de spots publicitaires pour Club Internet et L'Oréal ainsi que du film Jeanne d'Arc. Il collabore également avec Alain Chabat, en tant que deuxième assistant, sur le film à grand succès Astérix & Obélix : Mission Cléopâtre (2001), qui met en scène  Gérard Depardieu, Christian Clavier et l’humoriste Jamel Debbouze. Il y tient également un petit rôle (Ouhécharlis).
Passé à la réalisation en 2002, Louis Leterrier cosigne avec le réalisateur hongkongais Corey Yuen Le Transporteur, un film d'action avec Jason Statham. Il entre alors dans « l'écurie » Besson, au même titre que Chris Nahon et Pierre Morel, et c'est seul qu'il met en scène Jet Li dans Danny the Dog, long métrage mêlant émotion et arts martiaux (2004). Luc Besson lui confie alors la réalisation du 2e volet du Transporteur, qui se déroule cette fois à Miami.
Il réalise aussi le premier clip du groupe Enhancer sur le single Cinglé, tiré de l'album Street Trash, sorti en 2004.
En 2008, dans la vague des réalisateurs français engagés à Hollywood, il réalise son premier film américain à gros budget, L'Incroyable Hulk, avec Edward Norton reprenant le rôle de Hulk tenu par Eric Bana dans Hulk d'Ang Lee (2003). Il est alors approché pour la réalisation et l'adaptation de la bande dessinée franco-belge Spirou et Fantasio au cinéma.

### Progression hollywoodienne (années 2010)
En 2010, il poursuit son aventure hollywoodienne avec Le Choc des Titans, un remake du film de 1981 du même nom, produit par la Warner Bros, qui est sorti en France le 7 avril 2010 en 3D dans les salles équipées. Le film est centré sur les combats menés par Persée contre différents monstres issus des mythologies grecque et scandinave. Il y réunit notamment Liam Neeson, Ralph Fiennes, Gemma Arterton et Sam Worthington.
En 2011, Louis Leterrier annonce sa volonté d'adapter le jeu Metal Gear Solid de Hideo Kojima. Toutefois son film suivant sera Insaisissables, un thriller original dans lequel des magiciens opérant des braquages durant leurs numéros vont être pris en chasse par le FBI, avec une distribution impressionnante : Jesse Eisenberg, Mélanie Laurent, Morgan Freeman, Woody Harrelson, Michael Caine et Mark Ruffalo.
En même temps, Louis assure le rôle de producteur exécutif sur le tournage de La Colère des Titans, suite de son film Le Choc des Titans, dans lequel Persée, qui est maintenant devenu un paisible pêcheur, doit sauver son père Zeus d’un piège que lui a tendu Hadès, impliquant les terribles Titans.
Alors qu'il était initialement annoncé comme réalisateur de la suite d’Insaisissables, il est finalement remplacé par Jon Chu. Insaisissables 2 sort en 2016. Louis Leterrier change alors de registre, s'attelant à la mise en scène de la parodie de film d'action Grimsby : Agent trop spécial (coécrite par Sacha Baron Cohen, Phil Johnston et Peter Baynhamqui). Il y dirige Cohen mais aussi Mark Strong. Le film est cependant un four critique et commercial.
Après avoir été un moment envisagé pour mettre en scène le film de requins In the Deep, il se replie finalement sur la télévision : il met en scène neuf des dix épisodes de la série Tycoon.

### Diversification des projets et retour momentané en France (années 2017-2022)
En janvier 2017, il fait partie du jury présidé par Jean-Paul Rouve lors du 24e Festival international du film fantastique de Gérardmer.
En mai 2017, Louis Leterrier est annoncé comme producteur exécutif et réalisateur de la nouvelle série Netflix de 10 épisodes intitulée The Dark Crystal: Age of Resistance. Il s'agit d'une préquelle du film de 1982 Dark Crystal. Cette nouvelle série utilisera les mêmes bases techniques que le film de 1982, à savoir des marionnettes, associées à quelques effets numériques.
Il réalise plusieurs épisodes de la série Netflix avec Omar Sy, Lupin, dans l'ombre d'Arsène, diffusée début 2021. En janvier 2021, il annonce qu'il réalisera la suite du film De l'autre côté du périph (2012), après avoir dirigé Omar Sy dans quelques épisodes de Lupin : « Je suis devenu assez accro à Omar Sy et à la France. Donc je reviens en France pour tourner la suite de De l'autre côté du périph avec Omar Sy et Laurent Lafitte. C'est un très, très bon film et la suite est écrite par Stéphane Kazandjian qui est absolument extraordinaire et tellement drôle. J'ai lu le scénario et j'ai pleuré de rire. J'ai demandé : “Est-ce que je peux le faire ? S'il vous plaît, laissez-moi le faire !” Et on a dit d'accord. » Intitulée Loin du périph, cette suite sort en 2022 sur Netflix.

### Retour à Hollywood (2023-)
En mai 2022, il est annoncé à la réalisation du film d’action Fast and Furious 10, après le désistement de Justin Lin.
Lors de la sortie du film Fast and Furious 10, en mai 2023, il est annoncé que Louis réalisera la suite de cet épisode, Fast and Furious 11, prévue pour 2025.
Début 2024, Louis Leterrier lance avec l’acteur Omar Sy et le producteur, nommé notamment aux BAFTA, Grammy Award et Emmy Award Thomas Benski, une société de production internationale : Caroussel Studios,.
En mai 2024, le réalisateur est annoncé à la tête d’un film de science-fiction 11817, qu’il produira également via sa boîte de production.

### Vie privée
Louis Leterrier réside avec sa femme, Béatrice Leterrier, à Los Angeles.

## Filmographie
Sauf indication contraire, les informations mentionnées dans cette section peuvent être confirmées par la base de données cinématographiques IMDb,  présente dans la section « Liens externes ».

### Réalisateur

#### Cinéma
- 2002 : Le Transporteur (The Transporter) (coréalisé avec Corey Yuen)
- 2005 : Danny the Dog
- 2005 : Le Transporteur 2 (Transporter 2)
- 2008 : L'Incroyable Hulk (The Incredible Hulk)
- 2010 : Le Choc des Titans (Clash of the Titans)
- 2013 : Insaisissables (Now You See Me)
- 2016 : Grimsby : Agent trop spécial (Grimsby)
- 2022 : Loin du périph
- 2023 : Fast and Furious 10 (Fast X)
- prochainement : 11817

#### Télévision
- 2017 : Tycoon - 9 épisodes
- 2019 : Dark Crystal : Le Temps de la résistance (The Dark Crystal: Age of Resistance) - 10 épisodes
- 2021 : Lupin, dans l'ombre d'Arsène - 3 épisodes

#### Clips musicaux
- 2002 : Muzik de Knoc-Turn'Al
- 2002 : Sache d'Ophélie Winter
- 2004 : Cinglé d'Enhancer

### Producteur / producteur délégué
- 2012 : La Colère des Titans (Wrath of the Titans) de Jonathan Liebesman
- 2016 : Insaisissables 2 (Now You See Me 2) de Jon Chu
- 2016 : Arès de Jean-Patrick Benes
- 2017 : Tycoon (série) - 9 épisodes
- 2019 : Dark Crystal : Le Temps de la résistance (The Dark Crystal: Age of Resistance) (série) - 10 épisodes

### Acteur
- 1985 : Scout toujours... de Gérard Jugnot : Tommy
- 2002 : Astérix et Obélix : Mission Cléopâtre d'Alain Chabat : Ouhécharlis
- 2017 : Valérian et la Cité des mille planètes de Luc Besson : l'un des capitaines qui accueillent les Mercurys à bord de la station Alpha

### Autres
- 1991 : Le Fils du Mékong de François Leterrier (stagiaire)
- 1997 : Restons groupés de Jean-Paul Salomé (second assistant réalisateur)
- 1997 : Alien, la résurrection (Alien: Resurrection) de Jean-Pierre Jeunet (assistant de plateau)
- 1999 : Jeanne d'Arc de Luc Besson (assistant de production)
- 2002 : Astérix et Obélix : Mission Cléopâtre d'Alain Chabat (second assistant réalisateur)
- 2002 : L'Idole de Samantha Lang (second assistant réalisateur)

## Box-office
NB :
- la colonne "Budget" est exprimée en millions de dollars ;
- la colonne "France" donne la mesure du nombre d'entrées.

| Film                         | Année | Budget | Monde         | États-Unis    | France             | Réf    |
| ---------------------------- | ----- | ------ | ------------- | ------------- | ------------------ | ------ |
| Le Transporteur              | 2002  | 24 M$  | 43 928 932 $  | 25 296 447 $  | 541 229 entrées    | [ 17 ] |
| Danny the Dog                | 2005  | 45 M$  | 50 534 463 $  | 24 520 892 $  | 757 133 entrées    | [ 18 ] |
| Le Transporteur 2            | 2005  | 32 M$  | 85 044 191 $  | 43 095 600 $  | 1 230 444 entrées  | [ 19 ] |
| L'Incroyable Hulk            | 2008  | 150 M$ | 263 139 028 $ | 134 518 390 $ | 1 022 782 entrées  | [ 20 ] |
| Le Choc des Titans           | 2010  | 125 M$ | 493 192 219 $ | 163 192 114 $ | 1 876 286 entrées  | [ 21 ] |
| Insaisissables               | 2013  | 75 M$  | 351 723 989 $ | 117 723 989 $ | 3 005 837 entrées  | [ 22 ] |
| Grimsby : Agent trop spécial | 2016  | 35 M$  | 27 979 040 $  | 6 874 837 $   | 95 504 entrées     | [ 23 ] |
| Loin du périph               | 2022  | 20 M$  | Netflix       | Netflix       | Netflix            |        |
| Fast and Furious 10          | 2023  | 340 M$ | 704 709 660 $ | 145 960 660 $ | 2 300 601 entrées  |        |
| Fast and Furious 11          | n/a   | n/a    | bientôt       | bientôt       | bientôt            |        |
| total                        | total | 846 M$ | 2,015 M$      | 661 M$        | 10 829 816 entrées |        |